# Dolní Staré Město
Dolní Staré Město (německy Niederaltstadt, v místní hantýrce Dolňák, zkratkou DSM) je část okresního města Trutnov. Nachází se na severozápadě Trutnova. V roce 2009 zde bylo evidováno 65 adres. V roce 2001 zde trvale žilo 305 obyvatel.
Dolní Staré Město je také název katastrálního území o rozloze 2,58 km2.
Původně ves v údolí řeky Úpy s několika domy se během průmyslové revoluce začala zvětšovat. I když tu kromě drobných dílen tehdy žádná továrna nevznikla, hned dvě velké textilky byly vybudovány přímo za hranicí katastru v sousedním Horním Starém Městě a Trutnově. V Dolním Starém Městě proto začaly vznikat dělnické kolonie a činžovní domy. Když bylo sousední Horní Staré Město (HSM) spojeno s Trutnovem, stalo se Dolní Staré Město (DSM) jakýmsi spojovacím mezičlánkem a podle toho se s ním také zacházelo. V období socialismu bylo DSM odsouzeno stát se jen pouhou periferií. Zpočátku byly zastavěny volné louky (pekárna, mlékárna), ale poté se začaly bourat celé bloky domů, aby uvolnily prostor dalším výrobním objektům (technické služby, sběrna atd.). Oblast s vesnickou zástavbou u hráze řeky byla zase vybourána kvůli rozrůstajícímu se panelovému sídlišti 9. květen (dnes Zelená Louka). Po roce 1989 byla sice další výstavba sídliště zastavena, jenže DSM už zůstalo poznamenáno a stalo se čtvrtí s torzy budov, nedostavěných objektů a vybydlených činžovních domů. Až teprve na přelomu roku 2000 se do DSM pomalu vrací život. Silnice a činžovní domy podél ní byly zrekonstruovány, torza zmizela a nahrazují je objekty služeb. Díky nejvytíženější netranzitní městské ulici Horské je DSM vyhledávaným místem pro umístění provozoven. Vznikla zde benzínová čerpací stanice, hotel, supermarket a další obchody a služby. Prostor určený původně panelovým domům se opět začíná zastavovat rodinnými domky a obytná zástavba se též rozvíjí i mimo údolí Úpy ve čtvrti Zelený Kopec nebo Na Přebytku. Nejnovějším rozšířením DSM je výstavba průmyslové a obchodní zóny podél Krkonošské ulice. Dnes DSM stavebně navazuje na sousední části města tak, že nelze poznat hranice.
Dolním Starým Městem prochází silnice I/14 tvořící jeho obchvat. Původně byla silnicí první třídy hlavní dolnoměstská ulice Horská. Přes DSM vede i železniční trať 045 Trutnov - Svoboda nad Úpou, ale zastávka tu není. Po Horské ulici vedou autobusové linky trutnovské MHD č. 1, 2, 4 a 6 a také příměstské linky systému IREDO.